# Corridor paneuropéen VII

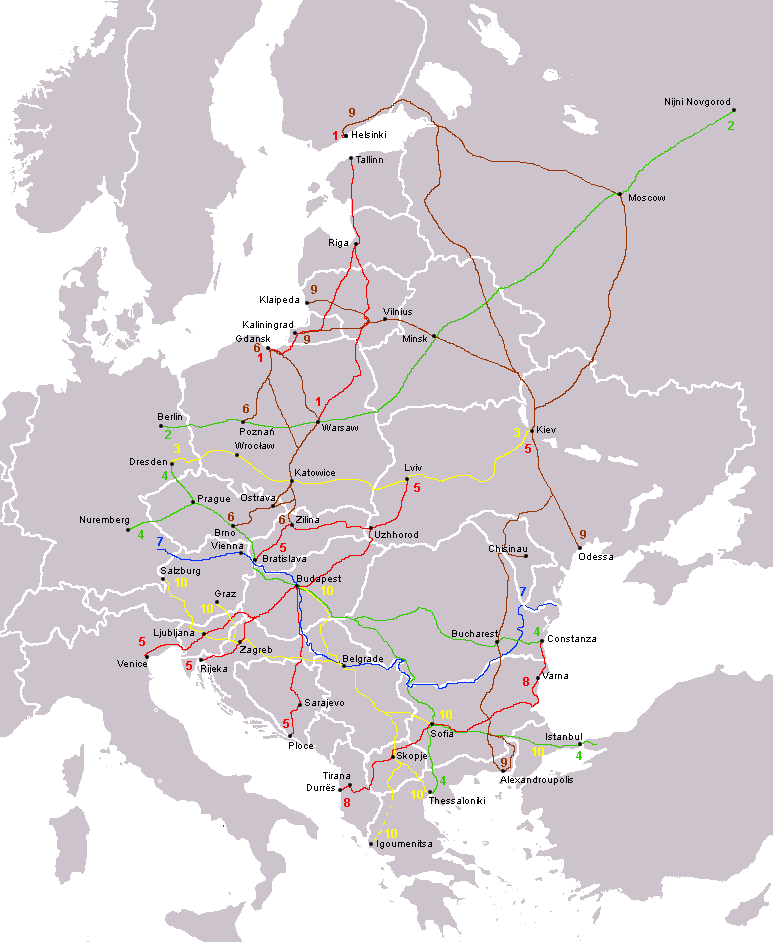
Carte des dix Corridors de transport paneuropéens

Le corridor VII est un des corridors paneuropéens. Il longe en partie la vallée du Danube.

## Tracé
Allemagne – Vienne – Bratislava – Győr (Slovaquie) – Budapest – Belgrade – Roussé (Bulgarie) – Lom (Bulgarie) – Constanța (Roumanie).